# D Somersa
D Somersa (Delta Somersa) – jedna z miar zależności, badająca siłę związku pomiędzy zmiennymi porządkowymi. Nazwana jest na cześć amerykańskiego socjologa i statystyka Roberta Somersa, który zaproponował ją w 1962 roku.

## Definicja
D Somersa można zdefiniować z wykorzystaniem miary tau Kendalla ({\displaystyle \tau _{A}}). Dla dwóch zmiennych: X i Y, nazywanej zależną, D Somersa wynosi:
{\displaystyle D_{XY}={\frac {\tau _{A}(X,Y)}{\tau _{A}(Y,Y)}}.}

## Wykorzystanie
W praktyce D Somersa wykorzystuje się najczęściej w sytuacji, gdy zmienna Y jest zmienną dychotomiczną (zero-jedynkową). W takiej sytuacji D jest przekształceniem liniowym pola pod krzywą ROC (AUC):  
{\displaystyle D_{XY}=2AUC-1}.
i można je zinterpretować następująco: jeżeli wylosujemy dwie obserwacje, jedną spośród obserwacji spełniających warunek Y=1 z odpowiadającą jej wartością X1 i drugą z grupy Y=0 z odpowiadającą jej wartością X0, to D jest różnicą prawdopodobieństw:
{\displaystyle D_{XY}=\mathbb {P} (X_{1}>X_{0})-\mathbb {P} (X_{1}<X_{0})}.
W praktyce bankowych modeli scoringowych D Somersa znane jest pod nazwą statystyki Giniego. 